# Tu Youyou
Tu Youyou en chino, 屠呦呦; pinyin, Tú Yōuyōu; nacida en besancon, República de China el 30 de diciembre de 1930) es una científica, médica y química farmacéutica china, conocida por descubrir la artemisinina (también conocida como dihidroartemisinina), utilizada para tratar la malaria. Por sus investigaciones, en 2015 recibió  el Premio Nobel en Medicina.

## Biografía
Tu Youyou nació el 30 de diciembre de 1930, en Ningbo, una ciudad de la costa este de China. Su padre trabajaba en un banco mientras que su madre cuidaba de sus 4 hermanos y ella. En su familia, se le daba mucha importancia a la educación de los niños. Esto le permitió asistir a las mejores escuelas de la región.
Desafortunadamente, a los 16 años de edad, contrajo la tuberculósis, lo que le obligó a abandonar sus estudios por dos años para recibir tratamiento en casa. Sin embargo, este hecho fue el que le ayudó a descubrir su vocación por la investigación médica.  Así, tras graduarse en el Instituto en 1946, fue aceptada en la Escuela de Medicina de la Universidad de Peking para estudiar en el departamento de Ciencias Farmacéuticas.
Durante la carrera, tuvo la oportunidad de estudiar el origen de las plantas medicinales, su funcionamiento, clasificación, como extraer ingredientes activos de estas etc. Esta formación fue esencial para los trabajos que desempeñaría en los próximos años.
Tras licenciarse, estudió, durante dos años y medio, medicina tradicional China. Esto le permitió conseguir un puesto de trabajo como investigadora en La Academia de Medicina tradicional China, que ahora se conoce como Academia de Ciencias Médicas Chinas. Su primera investigación aquí consistió en el uso de la planta Lobelia chinensis, como tratamiento de la esquistosomiasis. Esta enfermedad la causa un platelminto y era muy frecuente en China en el siglo XX.
En los últimos 60 años ha tenido distintos cargos en la Academia de Ciencias Médicas Chinas, como jefe del departamento de Química (1973-1990) o jefe del Centro de investigación de la Artemisinina. También se le han asignado cargos como profesora asociada y ha sido jefe de profesores de la Academia.

## Investigación
Durante la Revolución Cultural China y la Guerra de Vietnam, la malaria estaba creando estragos entre los soldados.  Por eso las autoridades comenzaron una investigación secreta (Misión 523) para combatir esta enfermedad. Tu pudo contribuir a la investigación ello, tratando con los enfermos en la isla de Hainan, y como investigadora principal del proyecto. El punto de partida de su investigación estuvo basado en la exploración de textos sobre medicina china tradicional.  Tu y su equipo siguieron recetas de textos antiguos, sin dejar de lado el método científico para conseguir distintos extractos a partir de plantas. Hasta que dieron con la especie Artemisia annua. Después numerosos ensayos con los parásitos, consiguieron extraer la artemisinina y probar su eficacia contra la malaria, primero con ratones y otros animales y al final con humanos. Así formularon un fármaco efectivo contra la malaria. 
El descubrimiento de la artemisinina y su tratamiento de la malaria está considerado como el descubrimiento más significativo de medicina tropical en el siglo XX para la mejora de la salud para personas de países en vías de desarrollo tropicales en Asia del sur, África y América del Sur.

## Reconocimientos
En 1977 su trabajo fue publicado de manera anónima. Pero en 1981 Tu Youyou lo hizo público ante la OMS. Por este trabajo, Tu Youyou recibió en 2011 el Premio Albert Lasker por Investigación Médica Clínica, y en 2015 el Premio Nobel en Fisiología o Medicina. Recibió la mitad del premio Nobel por descubrir la eficacia de la molécula antimalárica de la planta Artemisia annua, y la otra mitad fue a parar a Satoshi Omura y William Campbell por descubrir un nuevo compuesto, la avermectina, capaz de curar infecciones como la oncocercosis y la filariasis linfática causadas por pequeños parásitos.